# Summerhill (książka)
Summerhill – dzieło autorstwa brytyjskiego pedagoga Aleksandra Neila, opisujące doświadczenia z pracy i kierowania stworzoną przez niego szkołą dla dzieci ze szczególnymi problemami wychowawczymi. 
Charakterystyczną cechą szkoły była samorządna zbiorowość wykorzystująca jawną demokrację oraz nieobowiązkowe zajęcia dydaktyczne. Neil podchodził do edukacji od strony psychologicznej, pozostawiając dzieciom zupełną swobodę spędzania wolnego czasu, co pozwalało im kreować silną osobowość poprzez samowychowanie. 